# Bohuňov (Pardubice)
Bohuňov é uma comuna checa localizada na região de Pardubice, distrito de Svitavy.